# Имелеевка
Имелеевка — деревня в Большечерниговском районе Самарской области. Входит в состав сельского поселения Украинка.

## География
Расположена на юге области на правом берегу Большого Иргиза напротив села Украинка, в 15 км к северо-востоку от Большой Черниговки и в 130 км к юго-востоку от Самары.

## История
В 1798 года по решению Саратовской палаты по реке Большой Иргиз были выделены земли в распоряжение башкирских семей, переселившихся из Курпач-Табынской волости Белебеевского уезда Оренбургской губернии. Они основали четыре башкирских аула: Утекаево, Имелеевка, Кинзягулово, Кочкиновка.

## Население
| 2010 | 2011 | 2012 | 2013 | 2014 | 2015 | 2016 |
| ---- | ---- | ---- | ---- | ---- | ---- | ---- |
| 239  | ↗241 | ↗282 | ↘256 | ↗259 | ↘256 | ↘252 |

Проживают башкиры.

## Инфраструктура
Имеется мост через Большой Иргиз вблизи западной окраины деревни,

## Транспорт
Проходит автодорога Большая Черниговка — Краснооктябрьский — Костино. Рядом с деревней (в селе Украинка) проходит ж.-д. линия Пугачёв — Красногвардеец (ближайший остановочный пункт находится в 3 км к юго-востоку от деревни).